# Mycophenolsäure
Mycophenolsäure war das erste gut charakterisierte Beispiel für ein Antibiotikum. Sie wurde 1893 von Bartolomeo Gosio isoliert und kristallisiert. Er beobachtete, dass sie Milzbranderreger in ihrem Wachstum hemmte.
Gosio untersuchte eigentlich die Vitaminmangelkrankheit Pellagra, deren Ursache er in einer Pilzinfektion von Mais vermutete. Er isolierte einen Schimmelpilz, den er für Penicillium glaucum hielt, bei dem es sich aber um Penicillium brevicompactum gehandelt haben dürfte. Aus Filtraten dieses Organismus kristallisierte er einen Stoff mit phenolischen Eigenschaften, der mit Eisen(III)-chlorid-Lösung eine blaue bis violette Farbe ergab. Er gab ihm keinen Namen, weil er ihn für p-Hydroxyhydrozimtsäure hielt. Der Stoff hemmte die Entwicklung von Milzbranderregern, wie Gosio vorläufig 1893 mitteilte. 1896 fasste er seine Erkenntnisse noch einmal zusammen.
Als nach der Entdeckung des Penicillins die Suche nach weiteren Antibiotika einsetzte, wurde Mycophenolsäure noch mindestens zweimal wiederentdeckt. Der Mitentdecker des Penicillins Howard Florey erkannte Gosios Leistung jedoch mit den Worten an: „mycophenolic acid enjoys the distinction of being the first antibiotic produced by a mould to be crystallised“. Die korrekte Struktur wurde erst 1952 von Birkinshaw aufgeklärt. Außer gegen Bakterien wirkt Mycophenolsäure auch gegen Pilze, Viren und Tumorzellen. Klinisch wurde sie zur Behandlung der Schuppenflechte verwendet.
Mycophenolsäure hemmt selektiv das Enzym Inosinmonophosphat-Dehydrogenase, das für die Bildung von DNA in Zellen von Bedeutung ist, insbesondere in den Lymphozyten. Indem Mycophenolsäure die Produktion neuer DNA unterbindet, reduziert sie die Vermehrungsgeschwindigkeit der Lymphozyten und wirkt somit immunsuppressiv. Mycophenolat-Mofetil, ein Ester der Mycophenolsäure, wird zur Unterdrückung der Organabstoßung nach Nieren- und Herztransplantationen verwendet. Nach Verabreichung entsteht im Körper aus dem Ester die freie Mycophenolsäure.